# Konstantin Staniukowicz
Konstantin Michajłowicz Staniukowicz, ros. Константин Михайлович Станюкович (ur. 18 marca?/30 marca 1843 w Sewastopolu, zm. 7 maja?/20 maja 1903 w Neapolu) – rosyjski pisarz marynista.
Był synem admirała, jego ojciec marzył o karierze oficerskiej, dla syna. Konstantin Staniukowicz ukończył szkołę oficerską marynarki, tak zwany Korpus Morski i mając zaledwie 17 lat wypłyną na korwecie-śrubowcu „Kalewata” w rejs dookoła świata.
W czasie swojej kariery w marynarce wojennej pływał zarówno na okrętach parowych jak i żaglowcach po oceanie Atlantyckim i Spokojnym.
W roku 1864 wystąpił z marynarki wojennej, by oddać się całkowicie pracy literackiej. Pisał opowiadania i powieści. W 1881 roku, został współ redaktorem dziennika „Dielo”, a w 1883 nabył go na własność. W 1885 roku, dziennik został zawieszony w działalności przez władze, a sam Staniukowicz został zesłany do guberni tomskiej, gdzie przebywał przez kolejne trzy lata i wtedy właśnie napisał większość swoich morskich opowiadań.
W swych powieściach i opowiadaniach, pisarz oddawał obraz życia prostych marynarzy, bezsens rygorystycznej musztry oraz opisywał prawa którymi rządzi się flota.
Powszechnie uważany jest za najwybitniejszego pisarza-marynistę w Rosji, a jego działa cieszą się do dzisiaj dużą popularnością. „Opowieści morskie” pióra Staniukowicza, powszechnie uważane są za najważniejszy dokument artystyczny, odtwarzający przeszłość floty rosyjskiej. Książkę na język polski przetłumaczył kapitan jachtowy, Roman Niewiadomski, a ukazała się między innymi nakładem wydawnictwa Nasza Księgarnia.
Konstantin Michajłowicz Staniukowicz, zmarł we Włoszech w 1903 roku, gdzie wyjechał na kurację z powodu ciężkiej choroby.